# نهائي كأس الكؤوس الإفريقية 1977
نهائي كأس أفريقيا للأندية أبطال الكؤوس 1977 هي المباراة النهائية للنسخة الثالثة من كأس أفريقيا للأندية أبطال الكؤوس .
وتوج بها إينوغو رينجرز النيجيري على حساب كانون ياوندي الكاميروني .

## الفرق
| الفريق        | وصول سابق (الخط الغليظ يشير إلى بطل تلك النسخة) |
| ------------- | ----------------------------------------------- |
| إينوغو رينجرز | 0                                               |
| كانون ياوندي  | 0                                               |

## وصول إلى النهائي
| الفريق       | الدور       | إجم.          | نتيجة.ذ | نتيجة.إ |
| ------------ | ----------- | ------------- | ------- | ------- |
| شرطة دكار    | ربع النهائي | 2–1           | 0–0     | 2–1     |
| شوتينغ ستارز | نصف النهائي | 0–0 4–2 (ر.ت) | 0–0     | 0–0     |

| الفريق               | الدور       | إجم. | نتيجة.ذ | نتيجة.إ |
| -------------------- | ----------- | ---- | ------- | ------- |
| رايل كلوب دو كاديوغو | ربع النهائي | 5–3  | 4–1     | 1–2     |
| الإتحاد السكندري     | نصف النهائي | 2–1  | 0–1     | 2–0     |

## النهائي
| إينوغو رينجرز | 4–1   | كانون ياوندي |
| ------------- | ----- | ------------ |
|               | تقرير |              |

| كانون ياوندي | 1–1   | إينوغو رينجرز |
| ------------ | ----- | ------------- |
|              | تقرير |               |